# Kasper Larsen
Kasper Larsen (25 de janeiro de 1993) é um futebolista profissional dinamarquês que atua como defensor, atualmente defende o FC Groningen.

## Carreira
Kasper Larsen fará parte do elenco da Seleção Dinamarquesa de Futebol nas Olimpíadas de 2016.